# Slavkovské slanisko
Slavkovské slanisko je přírodní rezervace v oblasti Latorica.
Nachází se v katastrálním území obce Slavkovce v okrese Michalovce v Košickém kraji. Území bylo vyhlášeno v roce 1982 na rozloze 11,7694 ha. Ochranné pásmo nebylo stanoveno.